# Kerkyon (heros)
Kerkyon (gr. Κερκύων) – postać w mitologii greckiej, rozbójnik siejący postrach w okolicy Eleuzyny.
Uznawano go za syna Posejdona lub Hefajstosa, bądź też Branchosa i nimfy Argiope. Początkowo był królem Eleusis. Miał córkę imieniem Alope, która uległa zalotom Posejdona, za co ojciec kazał ją zamurować żywcem. 
W późniejszym czasie, w nieznanych okolicznościach, miał zostać rozbójnikiem. Na drodze między Eleusis a Megarą, w miejscu nazywanym później „palestrą Kerkyona”, miał swoją jaskinię i czatował na podróżnych, których wyzywał do walki. Pokonanych zabijał. Zginął z rąk wyzwanego na pojedynek Tezeusza, który pochwycił Kerkyona i wysoko unosząc cisnął nim o ziemię, miażdżąc go śmiertelnie. Po uwolnieniu w ten sposób kraju od niebezpieczeństwa, Tezeusz powierzył rządy nad Eleuzyną wnukowi Kerkyona, Hippotoonowi.